# Cabaret Voltaire
Cabaret Voltaire foi um clube noturno em Zurique, Suíça. Foi fundado por Hugo Ball, com a sua companheira Emmy Hennings em 5 de fevereiro de 1916, como um cabaret com propósitos políticos e artísticos. Outros membros fundadores foram Marcel Janco, Richard Huelsenbeck , Tristan Tzara, e Sophie Tauber-Arp e Jean Arp. Os eventos no cabaret foram fundamentais para o surgimento de um movimento artístico anárquico conhecido como Dada. Foi fechado no verão de 1916.

## História

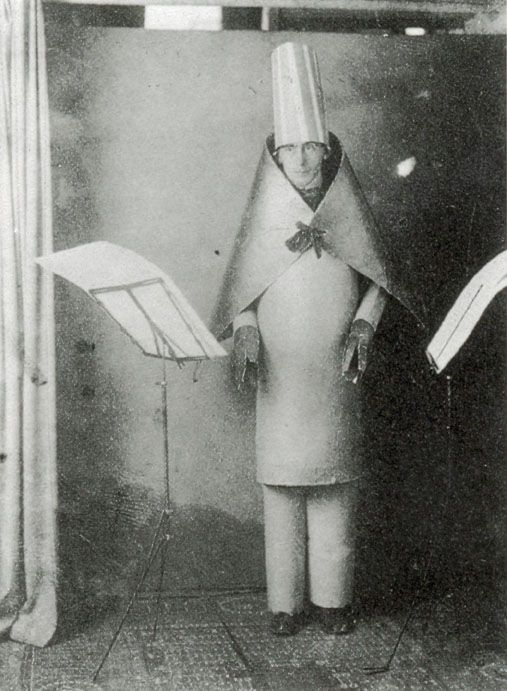
Performance de Hugo Ball no Cabaret Voltaire em 1916

Suíça era um pais neutro durante a Primeira Guerra Mundial e entre os muitos refugiados indo a Zurique  haviam artistas de todas as partes da Europa. Ball e Hennings se aproximaram de  Ephraim Jan, protetor da  Holländische Meierei at Spiegelgasse 1, que havia já hospedado o primeiro cabaret literário de Zurique, o Pantagruel em 1915. Jan permitiu que eles usassem a sala de fundo para eventos. O lançamento de imprensa em 2 de  Fevereiro de 1916 anunciado a inauguração do clube diz:
O Cabaret Voltaire. Sob esse nome um grupo de jovens artistas e escritores se reuniram com o objetivo de se tornar o um centro e entretenimento artístico. Em princípio, o Cabaret será comandado por artistas, visitantes permanentes,que, seguindo as suas reuniões diárias farão performances musicais ou literárias. Jovens artistas de Zurique, de todas as tendências são convidados a se juntarem a nós com sugestões e propostas.
O cabaret apresentava palavra falada, dança e música. As recepções eram eventos frequentemente estridentes com artistas experimentando novas formas de performance, como por exemplo poesia sonora e poesia simultânea. As noites eram ocupadas por temas específicos: nelas, uma miríade de nomes passava perante uma ávida audiência - poemas de Kandinski, Else Lasker, Blaise Cendrars, Jakob van Hoddis, Richard Huelsenbeck, Franz Werfel, Christian Morgenstern, Alfred Lichtenstein, Max Jacob, André Salmon, Jules Laforgue, Henri Barzun e Fernand Divoire. Liam-se também excertos de "Rei Ubu", do dramaturgo Alfred Jarry.
Espelhando o turbilhão da Primeira Guerra mundial que os cercava, a arte exibida lá era frequentemente caótica e brutal. Em pelo menos uma ocasião, o público atacou o palco do cabaret. Apesar do cabaret ter sido o berço do movimento  dadaista, ele apresentou artistas de todos os setores da avant-garde, incluindo o futurismo de Marinetti. O cabaret exibiu artistas radicalmente experimentais, muitos que acabaram mudando a face de suas disciplinas artísticas.  
Em 28 de Julho de 1916, Ball leu o Manifesto Dada. Em Junho, Ball publicou também um periódico com o mesmo nome. Esse periódico apresentou trabalhos de artistas tais como o poeta Guillaume Apollinaire e teve a capa criada por Arp.
O cabaret fechou no verão de 1916.
Enquanto que o movimento Dada estava apenas começando, em 1917  o entusiasmo causado pelo Cabaret Voltaire se esfriou e os artistas se mudaram para outros lugares em Zurique como Galerie Dada na Bahnhofstrasse 19, então depois em Paris e Berlin.